# Gymnostomum splachnobryoides
Gymnostomum splachnobryoides är en bladmossart som beskrevs av Maurice Bizot 1980. Gymnostomum splachnobryoides ingår i släktet kalkkuddmossor, och familjen Pottiaceae. Inga underarter finns listade i Catalogue of Life.